# Vrbov
Vrbov este o comună slovacă, aflată în districtul Kežmarok din regiunea Prešov. Localitatea se află la altitudinea de 654 m deasupra n.m., se întinde pe o suprafață de 19,3 km2 și în 2017 număra 1.526 de locuitori.

## Istoric
Localitatea Vrbov este atestată documentar din 1251.

## Demografie
| An:                | 1994 | 2004   | 2014    | 2024   |
| ------------------ | ---- | ------ | ------- | ------ |
| Număr de persoane: | 1165 | 1224   | 1455    | 1525   |
| Diferență:         |      | +5,06% | +18,87% | +4,81% |

| An:                | 2023 | 2024   |
| ------------------ | ---- | ------ |
| Număr de persoane: | 1532 | 1525   |
| Diferență:         |      | −0,45% |